# Islote Pequeño Vigía
El islote Pequeño Vigía(51°16′S 59°53′O / -51.267, -59.883) se encuentra al oeste de la Isla de Borbón del archipiélago de las Malvinas. Administrativamente pertenece al departamento Islas del Atlántico Sur de la provincia de Tierra del Fuego, Antártida e Islas del Atlántico Sur.
Este islote emerge en aguas de la bahía de la Cruzada y está al sur de la isla Rasa, y también se ubica al noreste de la isla Vigía.